# José Ángel Mañas
José Ángel Mañas (Madrid, 22 octobre 1971) est un écrivain espagnol. Je suis un écrivain frustré, son premier roman édité en France, a été adapté au cinéma en 2005 par Patrick Bouchitey sous le titre Imposture.

## Œuvres
- 1994 Historias del Kronen
- 1995 Mensaka
- 1996 Soy un escritor frustrado
- 1998 Ciudad Rayada
- 1999 Sonko95
- 2001 Mundo Burbuja
- 2005 Caso Karen
- 2007 El hombre de los 21 dedos, avec Antonio Dominguez Leiva
- 2007 El secreto del Oráculo
- 2008 La pella
- 2008 Un alma en incandescencia. Pensando en torno a Franciam Charlot (aforismos sobre pintura)
- 2009 El Quatuor de Matadero, en colaboración con Antonio Domínguez Leiva
- 2010 Sospecha
- 2011 El legado de los Ramones
- 2011 Caso Ordallaba
- 2012 La literatura explicada a los asnos
- 2014 El siglo de Águila Roja

### En français
- Je suis un écrivain frustré, Métailié, Paris, 1998,  (ISBN 2864242869)
- Quand on aime
- La Ville disjonctée, Métailié, Paris,2003,  (ISBN 2864244640)
- La Nuit des morts, Anacharsis, Paris, 2015